# Kemmel Koerse 2020
De 1e editie van de Belgische wielerwedstrijd Kemmel Koerse werd verreden op 26 juli 2020. De start en finish vonden plaats in Kemmel. De winnaar was Alex Colman, gevolgd door Gil D'Heygere en David Desmecht.
Door de verscherpte maatregelen in de sportsector tegen de verspreiding van het coronavirus, werd de eerste Kemmel Koerse de laatste wielerwedstrijd met publiek in 2020.

## Uitslag
| Kemmel Koerse 2020 |                      |                                   |            |
| Plaats             | Naam                 | Ploeg                             | Tijd       |
| Winnaar            | Alex Colman          | Canyon-DHB p/b Soreen             | 3u 20' 10" |
| 2                  | Gil d'Heygere        | EFC-L&R-Vulsteke                  | z.t.       |
| 3                  | David Desmecht       | S Bikes-AGU                       | z.t.       |
| 4                  | Elias Van Breussegem | Tarteletto-Isorex                 | z.t.       |
| 5                  | Loran Cassaert       | Lotto-Soudal U23                  | z.t.       |
| 6                  | Jérôme Baugnies      | Decock-Van Eyck-Devos Capoen      | z.t.       |
| 7                  | Gianni Marchand      | Tarteletto-Isorex                 | z.t.       |
| 8                  | Stijn De Bock        | Tarteletto-Isorex                 | z.t.       |
| 9                  | Ceriel Desal         | EFC-L&R-Vulsteke                  | z.t.       |
| 10                 | Ayco Bastiaens       | VDM Van Durme-Michiels-Trawobo CT | z.t.       |

2020 · 2021 · 2022